# Pirottaea brevipila
Pirottaea brevipila är en svampart som först beskrevs av Roberge ex Desm., och fick sitt nu gällande namn av Jean Louis Emile Boudier 1907. Enligt Catalogue of Life ingår Pirottaea brevipila i släktet Pirottaea, ordningen disksvampar, klassen Leotiomycetes, divisionen sporsäcksvampar och riket svampar, men enligt Dyntaxa är tillhörigheten istället släktet Pirottaea, familjen Dermateaceae, ordningen disksvampar, klassen Leotiomycetes, divisionen sporsäcksvampar och riket svampar. Arten är reproducerande i Sverige. Inga underarter finns listade i Catalogue of Life.